# واریالدا
واریالدا (به انگلیسی: Warialda) یک شهرک در استرالیا است که در نیو ساوت ولز واقع شده‌است.